# 37-мм пушка ПС-2 образца 1930 года
37-мм пушка ПС-2 образца 1930 года — проект новой танковой пушки калибра 37 мм, разработанный в 1930 году инженером Павлом Сячинтовым.
В 1930 году под индексом ПС-2 была принята на вооружение под названием «37-мм танковая пушка образца 1930 года», хотя её серийное производство так и не было освоено. ПС-2 предполагали для установки в серийные двухбашенные танки Т-26 выпуска 1932 года, танки ТГ и БТ-2. Опытные варианты пушки были установлены в башне прототипа танка Т-35-1.
В 1931 году Павел Сячинтов спроектировал 76-мм пушку ПС-3.

## Также
- «76,2-мм пушку А-19 (ПС-19)», также известная как «76-мм пушка конструкции Гроте-Сячинтова» устанавливалась в нижнем ярусе танка ТГ, в то время как 37-мм пушка ПС-2 устанавливалась в верхнем ярусе танка.